# Bushel

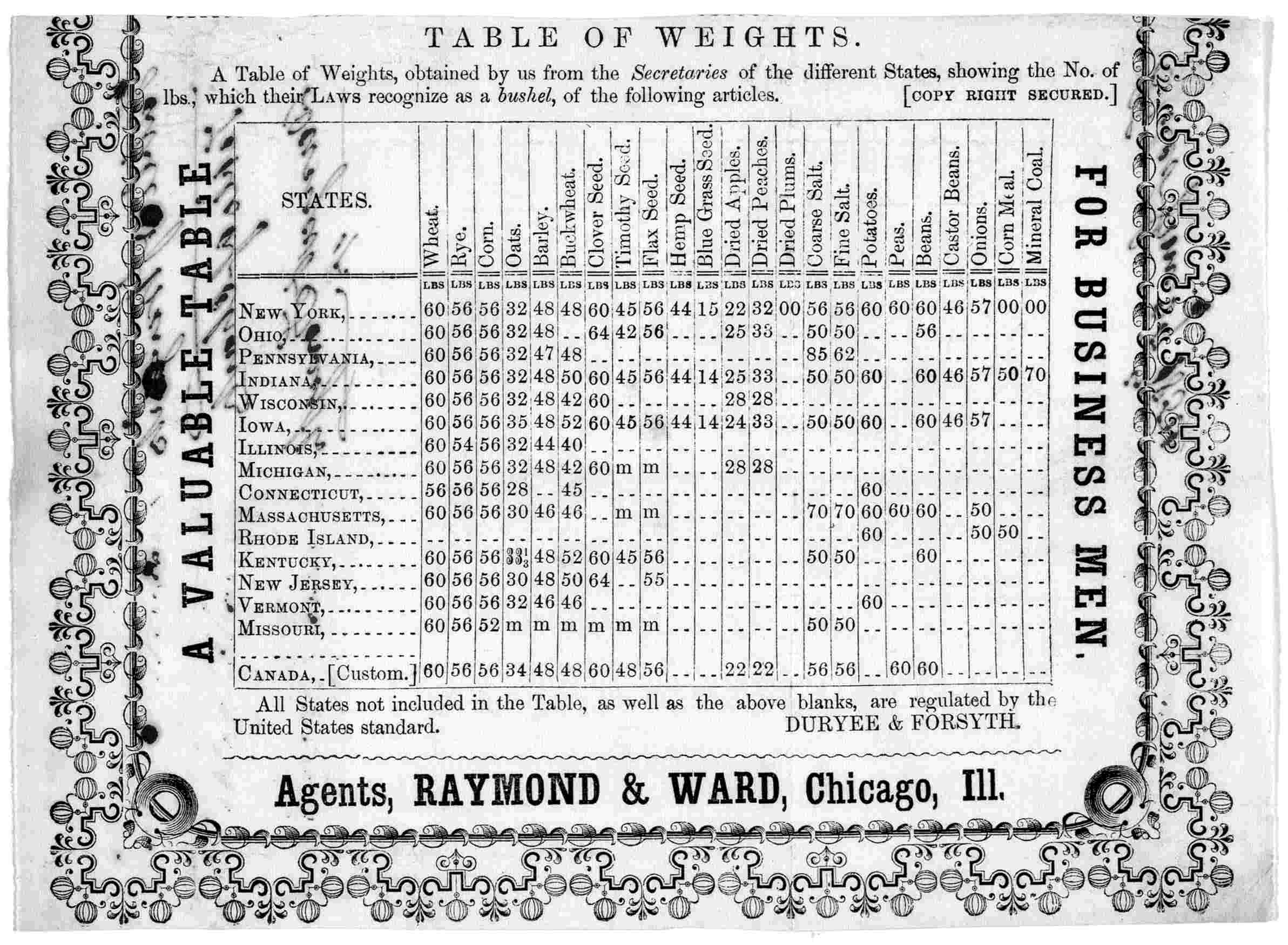
Umrechnungstabelle für die äquivalente Masse je Bushel. USA ca. 1854

Das Bushel ist eine von den Britischen Inseln stammende angloamerikanische Maßeinheit zur Bestimmung des Volumens von Waren. Das Wort Bushel ist eine Anglifizierung des altfranzösischen boissiel und buissiel „Fässchen“. Abgekürzt wird diese Einheit mit bu oder bsh. Eine typologisch vergleichbare Maßeinheit ist das Scheffel.
Obwohl das Bushel eigentlich ein Raummaß ist, wurde es auch als äquivalentes Gewichtsmaß für bestimmte Waren benutzt, beispielsweise für Äpfel. Hierzu wurden Umrechnungstabellen erlassen, die – je nach Art der Ware – das bushel weight festlegten, also die Masse, die einem Bushel einer bestimmten Warenart entsprach.
Heutzutage wird das Bushel nur noch als äquivalentes Getreidemaß in den Vereinigten Staaten verwendet; eine andere Anwendung hat diese Einheit praktisch nicht mehr.
Es gibt das – mittlerweile historische – britische Bushel (imp bu) mit grob 36,4 Liter und das US-amerikanische  Bushel (US bu), welches mit grob 35,2 Liter ca. 3 % kleiner ist.

## Britisches Bushel
1 bu = 36,3687 l

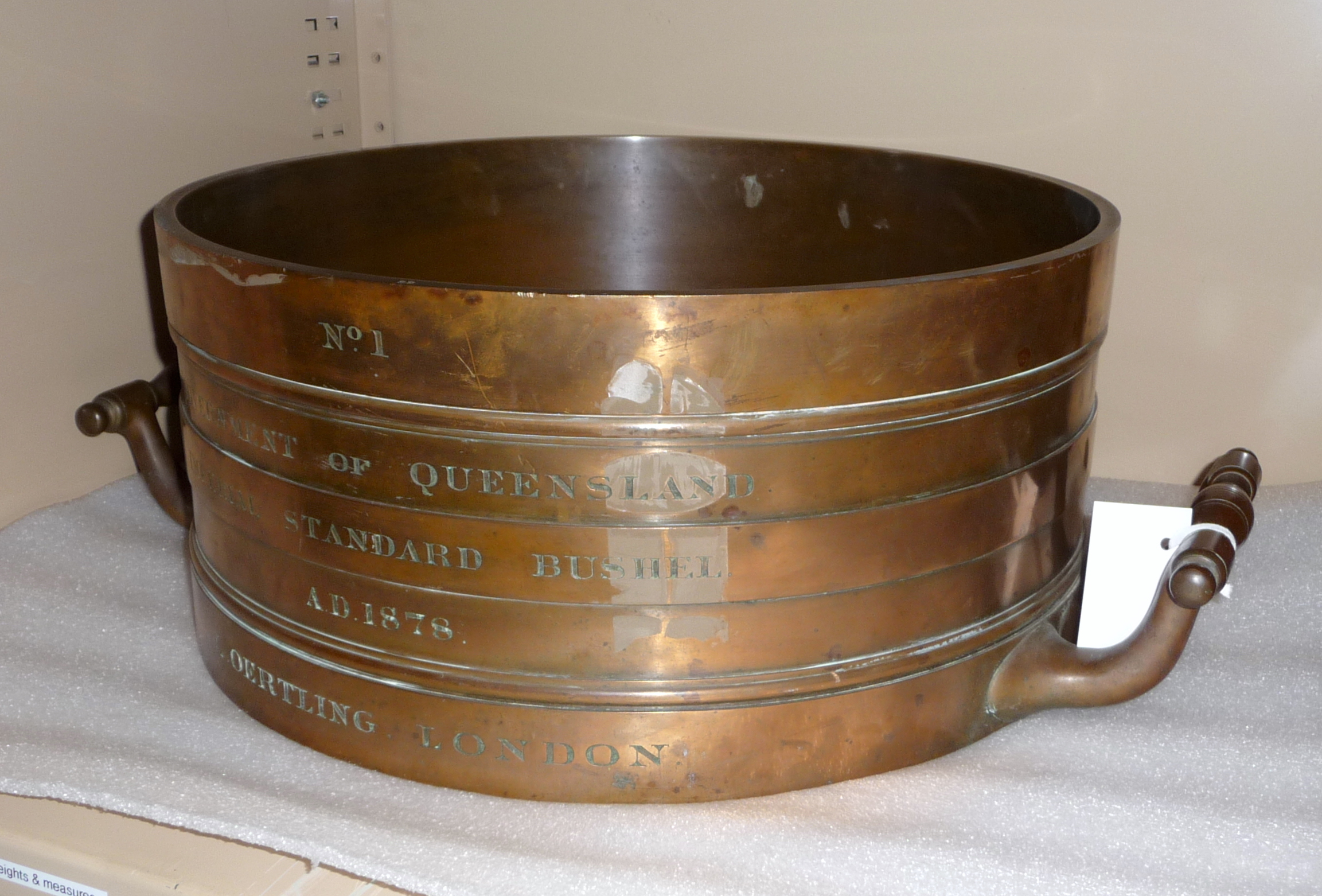
Queensland Government Standard Imperial Bushel, Queensland Museum

Mit dem Weights and Measures Act von 1963 und 1976 wurde das britische Hohlmaßsystem bereinigt und unter anderem auch das Bushel abgeschafft. Definiert wurde dieses Bushel im Weights and Measures Act von 1824 als das achtfache einer Gallone. Das britische Imperial Bushel wurde nur bei Schüttgütern (z. B. Getreide, Kohle, Obst) eingesetzt, obwohl es aus der Gallone abgeleitet wurde, die sowohl bei Schüttgütern als auch bei flüssigen Waren anwendbar ist.

## US-amerikanisches Bushel
1 bu = 35,23907016688 l
In den USA hat das Bushel seinen Ursprung im historischen englischen Winchester bushel, welches zum Zeitpunkt der Abschaffung 1824 in England einem zylindrischen Volumen mit 18½ Zoll Durchmesser und 8 Zoll Höhe entsprach. Aus dieser Einheit wurde das US-Bushel abgeleitet und mit exakt 2150,42 Kubikzoll definiert, welches damit um ca. 1,1 Liter kleiner ist als das mittlerweile abgeschaffte britische Bushel und im Gegensatz zu diesem in keinem Verhältnis zur Gallone steht. Das amerikanische Bushel wird nur für Schüttgüter verwendet und ist das Grundmaß für das heutzutage ungebräuchliche Hohlmaßsystem für Schüttgüter (dry measure).

## Nutzung als Verrechnungseinheit für Getreide in den USA
Im Handel (z. B. an Warenterminbörsen) wird das Bushel heute als äquivalentes Gewichtsmaß verwendet. Die Masse eines Bushels hängt von Art und Feuchte des Getreides ab. Da die USA zu den größten Getreideerzeugern zählen, ist die Einheit „bushel“ als Maß zur Bestimmung der Masse einer Getreidemenge weltweit von Bedeutung. Wenn heutzutage Getreidepreise pro Scheffel angegeben werden, ist damit dieses „bushel“ gemeint.
Ein „bushel“ (als Masseneinheit) einer bestimmten Getreideart entspricht der Masse, die eine Getreidemenge mit dem Volumen eines „bushel“ (als Volumeneinheit) aufweist, unter der Voraussetzung einer definierten Feuchtigkeit.
Die Masse, die der Menge eines „bushel“ Getreide entspricht, wird bezeichnet als „standard weight per bushel“ oder als „standard bushel weight“ oder auch als „standard weight“. Die Basisfeuchte (= Bezugsfeuchte), bei der das „standard bushel weight“ festzustellen ist, wird als „standard moisture“ bezeichnet.
Im metrischen Maßsystem ist die Verrechnungseinheit „bushel“ (als Maß für die Bestimmung einer Getreidemenge) vergleichbar mit der sogenannten Trockenmasse bei Getreide, die anhand der tatsächlichen Masse und Feuchtegehalts sowie der Basisfeuchte der Trockenmasse berechnet wird.
| Definition und Umrechnungstabelle für das U.S. Getreidemaß „bushel“ (abgekürzt: bu) | Definition und Umrechnungstabelle für das U.S. Getreidemaß „bushel“ (abgekürzt: bu) | Definition und Umrechnungstabelle für das U.S. Getreidemaß „bushel“ (abgekürzt: bu) | Definition und Umrechnungstabelle für das U.S. Getreidemaß „bushel“ (abgekürzt: bu) | Definition und Umrechnungstabelle für das U.S. Getreidemaß „bushel“ (abgekürzt: bu) | Definition und Umrechnungstabelle für das U.S. Getreidemaß „bushel“ (abgekürzt: bu) | Definition und Umrechnungstabelle für das U.S. Getreidemaß „bushel“ (abgekürzt: bu) | Definition und Umrechnungstabelle für das U.S. Getreidemaß „bushel“ (abgekürzt: bu) |
| ----------------------------------------------------------------------------------- | ----------------------------------------------------------------------------------- | ----------------------------------------------------------------------------------- | ----------------------------------------------------------------------------------- | ----------------------------------------------------------------------------------- | ----------------------------------------------------------------------------------- | ----------------------------------------------------------------------------------- | ----------------------------------------------------------------------------------- |
| Getreideart                                                                         | standard moisture (Basisfeuchte)                                                    | standard bushel weight                                                              | standard bushel weight                                                              | Flächenertrag                                                                       | Flächenertrag                                                                       | Getreidepreis                                                                       | Getreidepreis                                                                       |
| Getreideart                                                                         | standard moisture (Basisfeuchte)                                                    | pound (lb)                                                                          | → Masse (kg)                                                                        | bu/acre                                                                             | → dt/ha                                                                             | $/bu                                                                                | → $/t                                                                               |
| Mais                                                                                | 15,5 %                                                                              | 1 bu = 56 lb                                                                        | ≈ 25,401 kg                                                                         | 1 bu/ac                                                                             | ≈ 0,6277 dt/ha                                                                      | 1 $/bu                                                                              | ≈ 39,3683 $/t                                                                       |
| Weizen                                                                              | 13,5 %                                                                              | 1 bu = 60 lb                                                                        | ≈ 27,216 kg                                                                         | 1 bu/ac                                                                             | ≈ 0,6725 dt/ha                                                                      | 1 $/bu                                                                              | ≈ 36,7437 $/t                                                                       |
| Roggen                                                                              | 14,0 %                                                                              | 1 bu = 56 lb                                                                        | ≈ 25,401 kg                                                                         | 1 bu/ac                                                                             | ≈ 0,6277 dt/ha                                                                      | 1 $/bu                                                                              | ≈ 39,3683 $/t                                                                       |
| Gerste                                                                              | 14,5 %                                                                              | 1 bu = 48 lb                                                                        | ≈ 21,772 kg                                                                         | 1 bu/ac                                                                             | ≈ 0,5380 dt/ha                                                                      | 1 $/bu                                                                              | ≈ 45,9296 $/t                                                                       |
| Sojabohnen                                                                          | 13,0 %                                                                              | 1 bu = 60 lb                                                                        | ≈ 27,216 kg                                                                         | 1 bu/ac                                                                             | ≈ 0,6725 dt/ha                                                                      | 1 $/bu                                                                              | ≈ 36,7437 $/t                                                                       |
| Hafer                                                                               | 14,0 %                                                                              | 1 bu = 32 lb                                                                        | ≈ 14,515 kg                                                                         | 1 bu/ac                                                                             | ≈ 0,3587 dt/ha                                                                      | 1 $/bu                                                                              | ≈ 68,8945 $/t                                                                       |

### Bestimmung der Verrechnungsmenge in Bushel
Um die Verrechnungsmenge von Getreide in „bushel“ festzustellen, wird das Getreide gewogen und die Feuchtigkeit gemessen. Sofern die tatsächliche Feuchtigkeit höher als die Basisfeuchtigkeit („standard moisture“) der jeweiligen Getreideart ist, muss die äquivalente Trockenmasse wie folgt berechnet werden:
| Trockenmasse bei Bezugsfeuchte = Masse × (100 % – % Feuchte) / (100 % – % Bezugsfeuchte) |
| ---------------------------------------------------------------------------------------- |
Anmerkung: Die prozentuale Getreidefeuchte ist definiert als das Verhältnis der Masse des in der Getreideprobe enthaltenen Wassers zur Gesamtmasse der Getreideprobe.
Im nächsten Schritt wird die Trockenmasse durch das „standard weight per bushel“ dividiert und man erhält die Anzahl der „bushel“.
- Beispiel: Wie viele Gewichtseinheiten „bushel“ ergeben 1000 pounds Mais (≈ 453,6 kg) bei einer festgestellten Getreidefeuchte von 30 %?

Zunächst ist die Trockenmasse für die bei Mais gültige Bezugs- oder Basisfeuchte von 15,5 % zu bestimmen: 1000 pounds × (100 % – 30 %) / (100 % – 15,5 %) = 828,4 pounds (≈ 375,8 kg) Trockenmasse
Aus der Trockenmasse ergibt sich die Verrechnungseinheit „bushel“, indem durch das sogenannte „standard weight/bu“ von Mais (= 56 pounds) dividiert wird: 828,4 pounds / 56 pounds = 14,8 bushel Mais oder abgekürzt: 14,8 bu Mais.

### Bushel als Grundlage zur Bestimmung der Schüttdichte von Getreide
Der Getreidepreis für eine bestimmte Menge ist nicht nur abhängig von der Trockenmasse (bezogen auf eine Basisfeuchte), sondern unter anderem auch von der Schüttdichte, die bei Getreide im deutschen Sprachraum als Hektolitergewicht bezeichnet wird. Die Feststellung der Schüttdichte ist die einzige Anwendung, bei der die Maßeinheit „bushel“ als Raummaß verwendet wird. Hier wird ein Hohlmaß mit dem Rauminhalt von einem „bushel“ mit Getreide gefüllt, das die Basisfeuchte aufweist. Das festgestellte Gewicht ergibt ein Maß für die Schüttdichte und wird als „test weight/bu“ oder auch als „test weight“ bezeichnet. Im Idealfall stimmt das „test weight/bu“ mit dem „standard weight/bu“ überein.

### Bushel als Grundlage von Flächenerträgen
In Nordamerika wird der Flächenertrag (Englisch: „yield“) von Getreide als „bushel/acre“ angegeben. Bei der Umrechnung von „bushel/acre“ zur metrischen Flächenertragseinheit „dt/ha“ ist zu beachten, dass dies zunächst für die angegebene Basisfeuchte („standard moisture“) der jeweiligen Getreideart gilt und bei anderen Basisfeuchten für die Zieleinheit „dt/ha“ entsprechend umzurechnen ist.

### Bushel als Grundlage von Preisangaben
In den Vereinigten Staaten von Amerika wird der Preis für Getreide aller Arten in $/bu angegeben. Der an der Chicago Board of Trade ermittelte Getreidepreis in $/bu ist ein weltweit beachteter Preisindikator.

### Gesetzliche Festlegungen
Gesetzliche Definitionen der Masse je Bushel finden sich sowohl auf Bundesebene als auch bei einzelnen Staaten, bspw. in Illinois. Zur Festlegung der Basisfeuchte von Mais ist ein Bundesgesetz vorhanden, doch generell ergeben sich die Basisfeuchten aus den im Getreidehandel herrschenden Usancen.